# María Lucelly Murillo
María Lucelly Murillo, född 5 maj 1991, är en friidrottare från Colombia. Hon deltog vid olympiska sommarspelen 2020 och olympiska sommarspelen 2024.